# المحدود (المخادر)

تعديل مصدري - تعديل

المحدود محلة تابعة لقرية المحرث، التابعة لعزلة السحول بمديرية المخادر إحدى مديريات محافظة إب في الجمهورية اليمنية، بلغ تعداد سكانها 92 حسب تعداد اليمن لعام 2004.